# 安徽机电职业技术学院
安徽机电职业技术学院，为安徽省的一所高等职业院校，位于安徽省芜湖市。

## 校史
1935年，安徽芜湖私立内思高级工业职业学校成立。
1951年，芜湖市立高级职业学校工科并入私立内思高级工业职业学校，成立皖南区芜湖工业学校。
1955年，更名为芜湖电力学校，隶属于安徽省工业厅。
1972年，更名为芜湖机械学校，隶属于安徽省机械厅。
1978年，芜湖机械学校改建为安徽机电学院。
2003年，升格为安徽机电职业技术学院。

## 院系设置
该校共设有9个系部，分别为机械工程系、电气工程系、信息工程系、数控工程系、汽车工程系、人文管理系、基础教学部、体育教学部和思政教学部。

## 引用文献
1. ↑  .   [2011-03-19]. （原始内容存档于2010-09-13）.
2. ↑  .   [2011-03-19]. （原始内容存档于2011-06-30）.